# Kurt Cobain About a Son
Kurt Cobain: About a Son es una película documental sobre Kurt Cobain esta se estrenó en el Festival Internacional de Cine de Toronto. Fue dirigida por AJ Schnack y producida por Sidetrack Films. El documental consta de entrevistas de audio que el periodista Michael Azerrad le realizó a Cobain para el libro Come as You Are: The Story of Nirvana, la cual se distribuyó en los ambientes cinematográfico aledaños a donde vivía Kurt Cobain, principalmente en Aberdeen, Olympia, y Seattle. La película ha sido reproducida en varios festivales de cine, y fue nominada para los premios Independent Spirit's Truer than Fiction Award de 2007. Fue lanzado en formato DVD por Shout! Factory en febrero de 2008, incluye entrevistas inéditas y comentarios de Michael Azerrad y A.J. Schnack. Shout! Factory también lanzó la primera edición del documental en formato Blu-ray el 6 de octubre de 2009.

## Banda sonora
1. Audio: Never Intended
2. "Motorcycle Song" - Arlo Guthrie
3. "It's Late" - Queen
4. "Downed" - Cheap Trick
5. "Eye Flys" - Melvins
6. Audio: Punk Rock
7. "My Family's a Little Weird" - MDC
8. "Banned in D.C." - Bad Brains
9. "Up Around the Bend" - Creedence Clearwater Revival
10. "Kerosene" - Big Black
11. "Put Some Sugar on It" - Half Japanese
12. "Include Me Out" - Young Marble Giants
13. "Round Two" - Pasties
14. "Son of a Gun" - The Vaselines
15. "Graveyard" - Butthole Surfers
16. Audio: Hardcore Was Dead
17. "Owner's Lament" - Scratch Acid
18. "Touch Me I'm Sick" - Mudhoney
19. pixies
20. "The Passenger" - Iggy Pop
21. "Star Sign" - Teenage Fanclub
22. "The Bourgeois Blues" - Leadbelly
23. "New Orleans Instrumental No. 1" - R.E.M.
24. Audio: The Limelight
25. "The Man Who Sold the World" - David Bowie

Rock and Roll - Bother Nich
1. "Museum" - Mark Lanegan
2. "Indian Summer" - Ben Gibbard